# 이화원

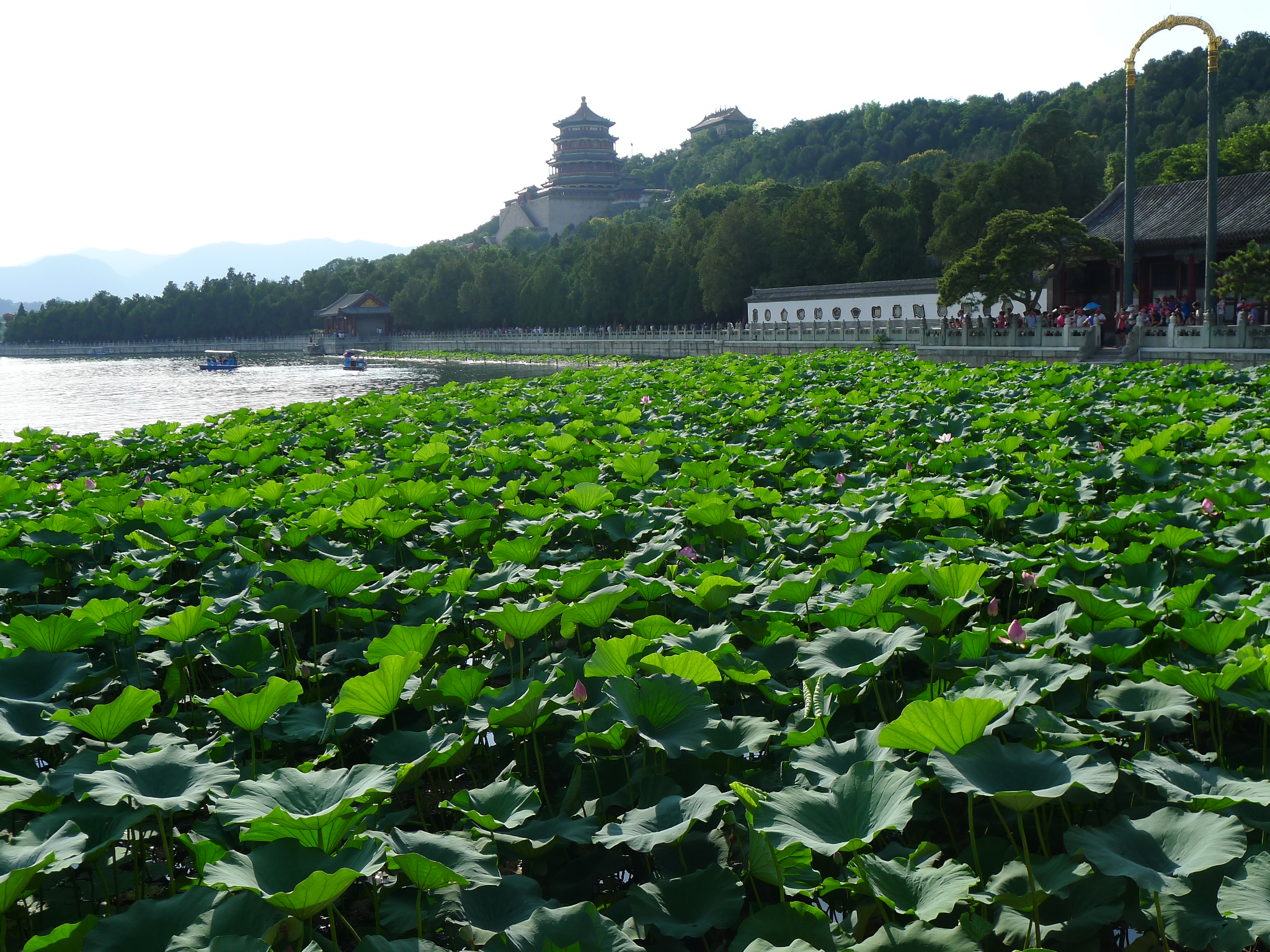
이화원(颐和园)

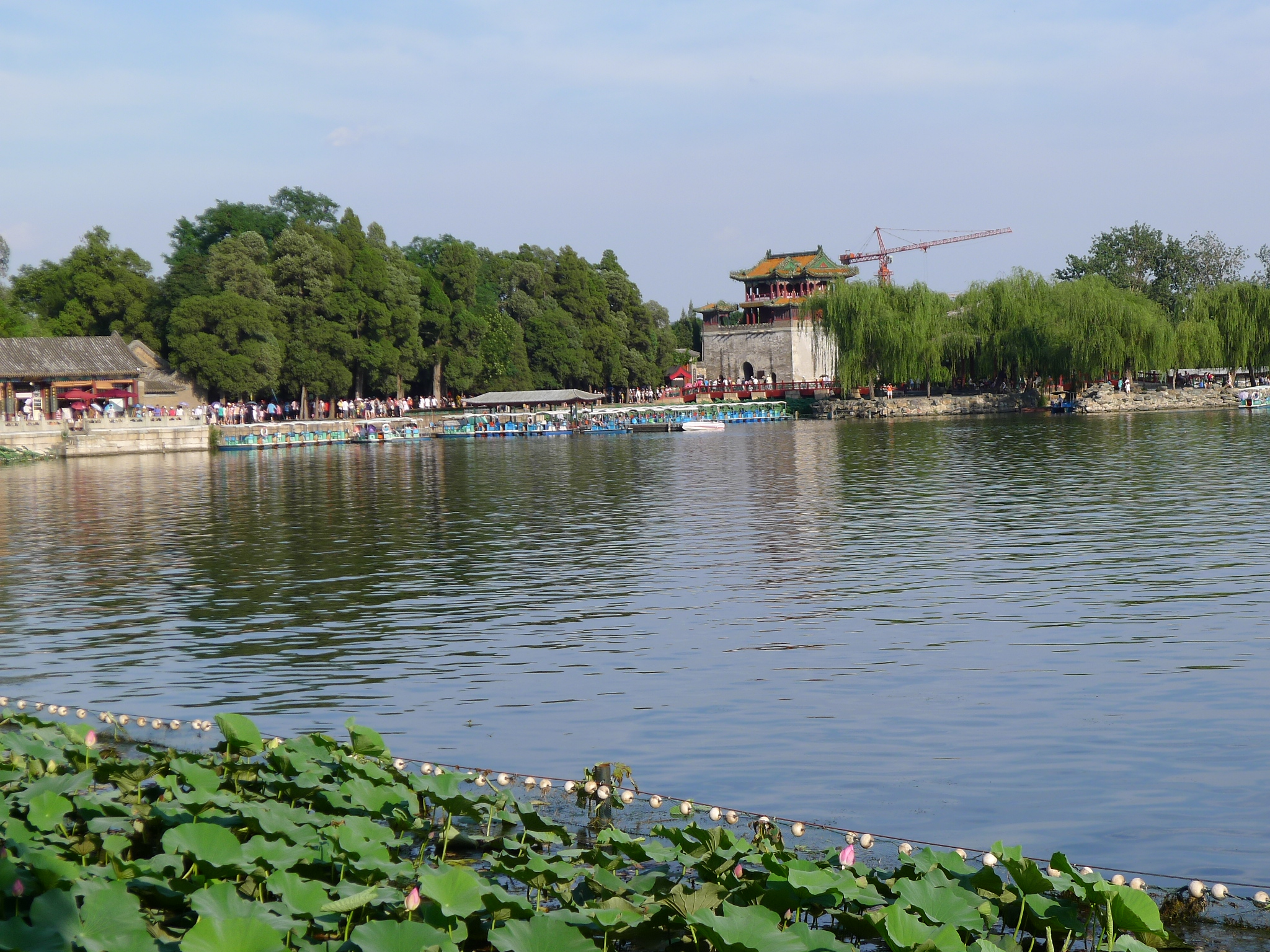
이화원(颐和园) 호수

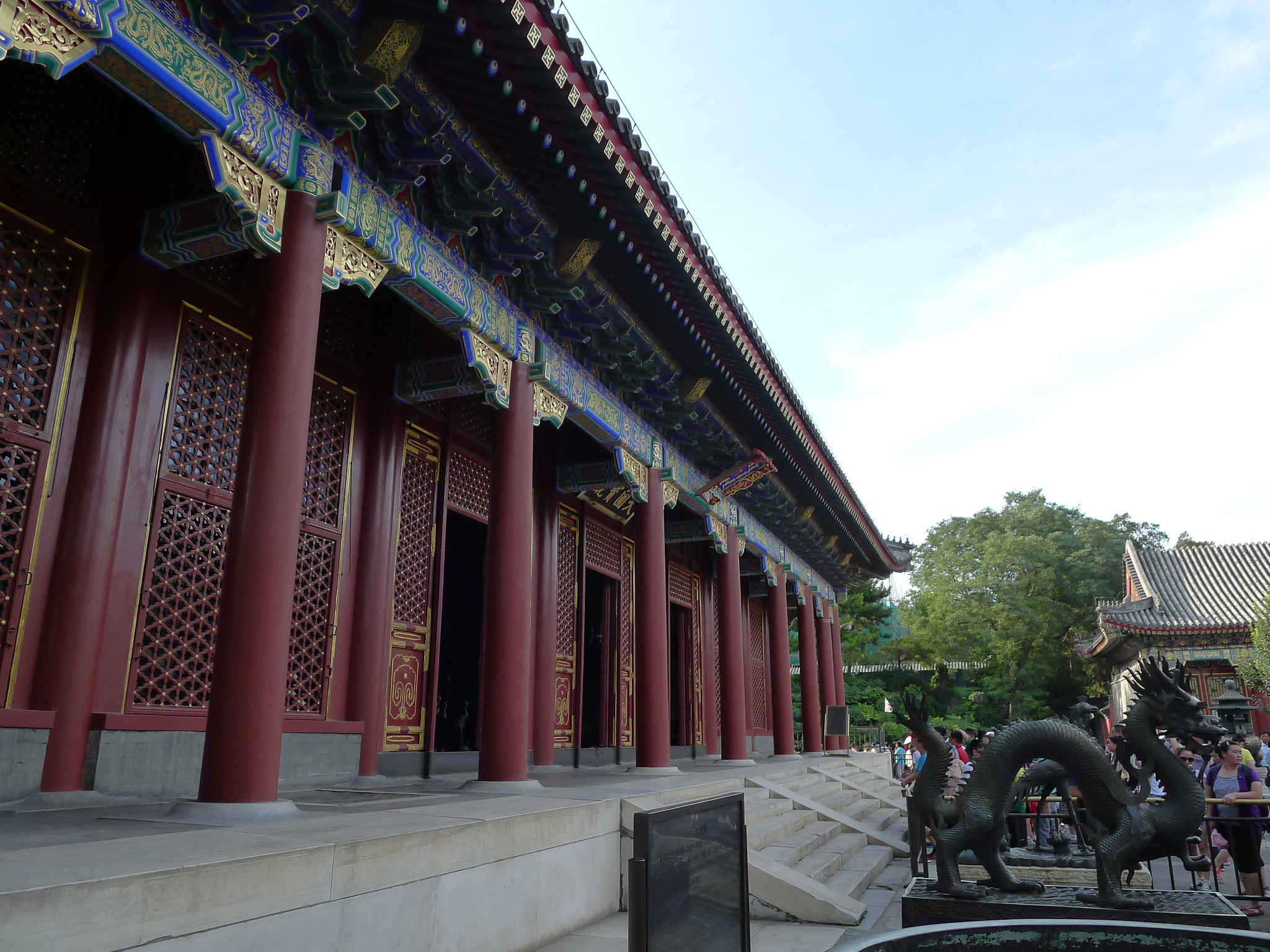
이화원(颐和园) 건물

이화원(중국어 정체자: 頤和園, 간체자: 颐和园, 병음: Yíhéyuán 이허위안[*])은 북경 서북부의 하이뎬 구에 위치한 정원 공원이자 궁전이다. 주로 60m 높이의 만수산과 쿤밍호에 많은 공을 들여서 공사를 하였다. 이화원의 면적은 2.9평방킬로미터이고 이중에 3/4이 호수로 구성되어 있다. 쿤밍호는 2.2평방킬로미터를 차지하며, 사람을 동원해서 바닥을 파낸 완전 수작업 호수이다. 파낸 흙은 만수산을 쌓는 데 사용되었다. 7만 평방 미터의 공간에 궁과 정원 그리고 고전적인 건축을 살려낸 것이 특징이다. 이화원으로 바뀌기 이전의 이름은 청의원(淸漪園)이다.

## 개요
1750년 건륭제 재위 15년에 공사를 개시하였다. 솜씨 좋은 장인들은 정원 양식의 다양한 궁궐을 창조해 내었다. 쿤밍호는 기존의 작은 연못을 확장하여 항저우의 서호를 모방하여 만들어졌다.
1860년 제2차 아편 전쟁으로 영국-프랑스 연합군의 공격에 의해 수난을 당했고, 모조리 약탈당했다. 1900년에도 의화단의 운동 때도 8개국의 서양 열강에 의해 공격당하였다. 다행히도 완파되지는 않아서, 1886년과 1902년에 서태후에 의해 재건되었다
1888년 현재의 이화원이라는 이름으로 부르게 되었는데, 서태후는 이곳을 여름 피서지로 사용하였다. 서태후는 이곳을 재건하기 위해, 해군 예산 30만은을 유용하여, 재건과 확장에 쏟아부었다고 한다.
1998년 12월 유네스코 세계문화유산에 등록되었다. 유네스코는 중국의 조경과 정원예술의 창조적인 예술을 빼어나게 표현하였다고 선언하였다.
- 1153년 금나라 완안량 황제가 행궁을 망함
- 원나라 때 완서우 산과 쿤밍 호를 만듦
- 1764년 청나라 건륭제가 개축하여 청의원(淸漪園)이라는 이름을 붙임
- 1860년 제2차 아편 전쟁 당시에 프랑스-영국 연합군에 의해 약탈당하고 불태워짐
- 1888년 청나라 서태후가 해군 예산 30만은을 유용하여 재건하고 이화원이라는 이름을 붙임
- 1900년 의화단 운동 당시에 일본과 서양 8개국 연합군에 의해 공격당함
- 1902년 서태후가 다시 파괴된 부분을 재건함

원내의 전각에는 청나라 공주의 옷을 입고 사진을 촬영하는 공간이 있다. (일정한 사용료를 지불함)

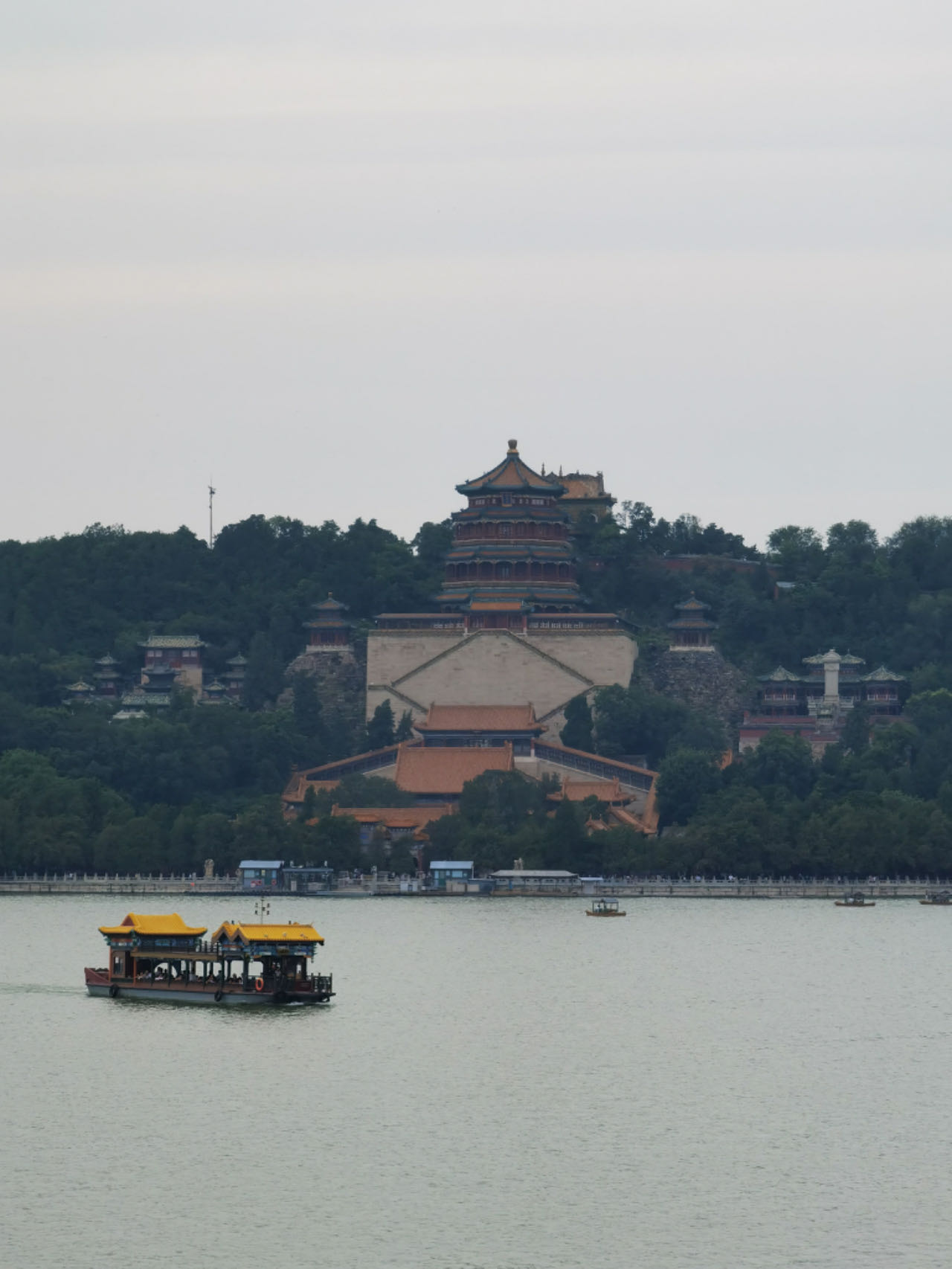
이화원(颐和园） 쿤밍호

## 등록 기준
이 세계유산은 세계유산 등록 기준에 있어서다음과 같은 기준을 충족시켰다고 간주되고 등록이 이루어졌다．
1. 인류의 창조적 재능을 표현한 걸작．
2. 일정 기간을 통하여, 문화권에 있어 건축，기술 등 기념비적 예술，도시계획，경관 디자인의 발전에 대한 인류의 가치．
3. 현존하거나 소멸한 문화적 전통 또는 문명의 희귀한 증거．